# شاي أصفر

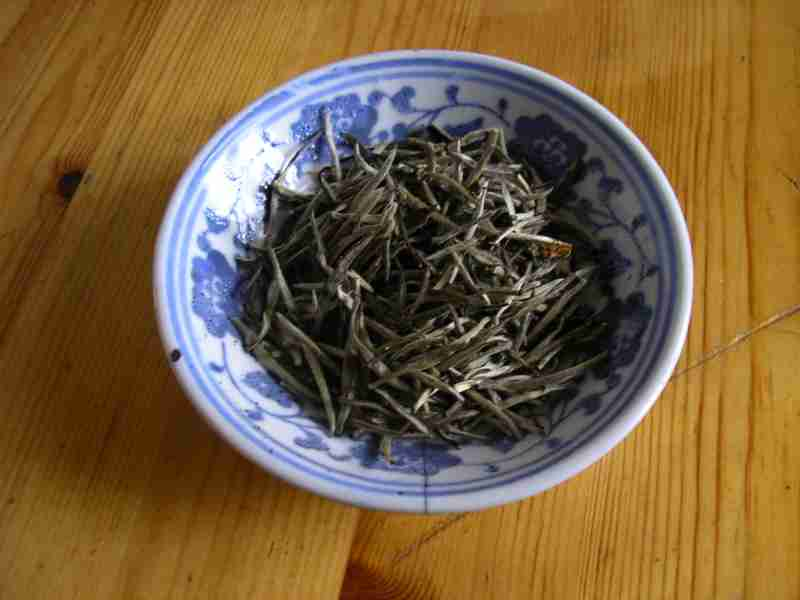
جونشان يانزين (Junshan Yinzhen)، شاي صيني مشهور.

الشاي الأصفر (الصينية: 黃茶 : بين ين) وهو شاي خاص مجهز بطريقة مماثلة لطريقة اعداد الشاي الأخضر، ولكن مع مرحلة تجفيف أبطأ، حيث يسمح لأوراق الشاي الرطبة تستقر وتصفر. لهذا النوع من الشاي لون أصفر مخضر ورائحة مختلفة عن الشاي الأبيض والأخضر. تشابه رائحته أحيانا للشاي الأسود إذا تم خلطه مع أعشاب أخرى، ولكن من الممكن ملاحظة تشابه الطعم بين الشاي الأصفر و الأخضر والأبيض.

## معرض صور

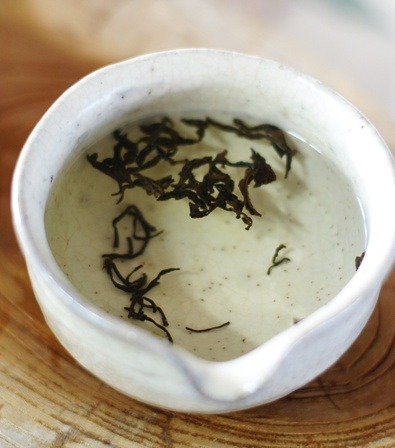
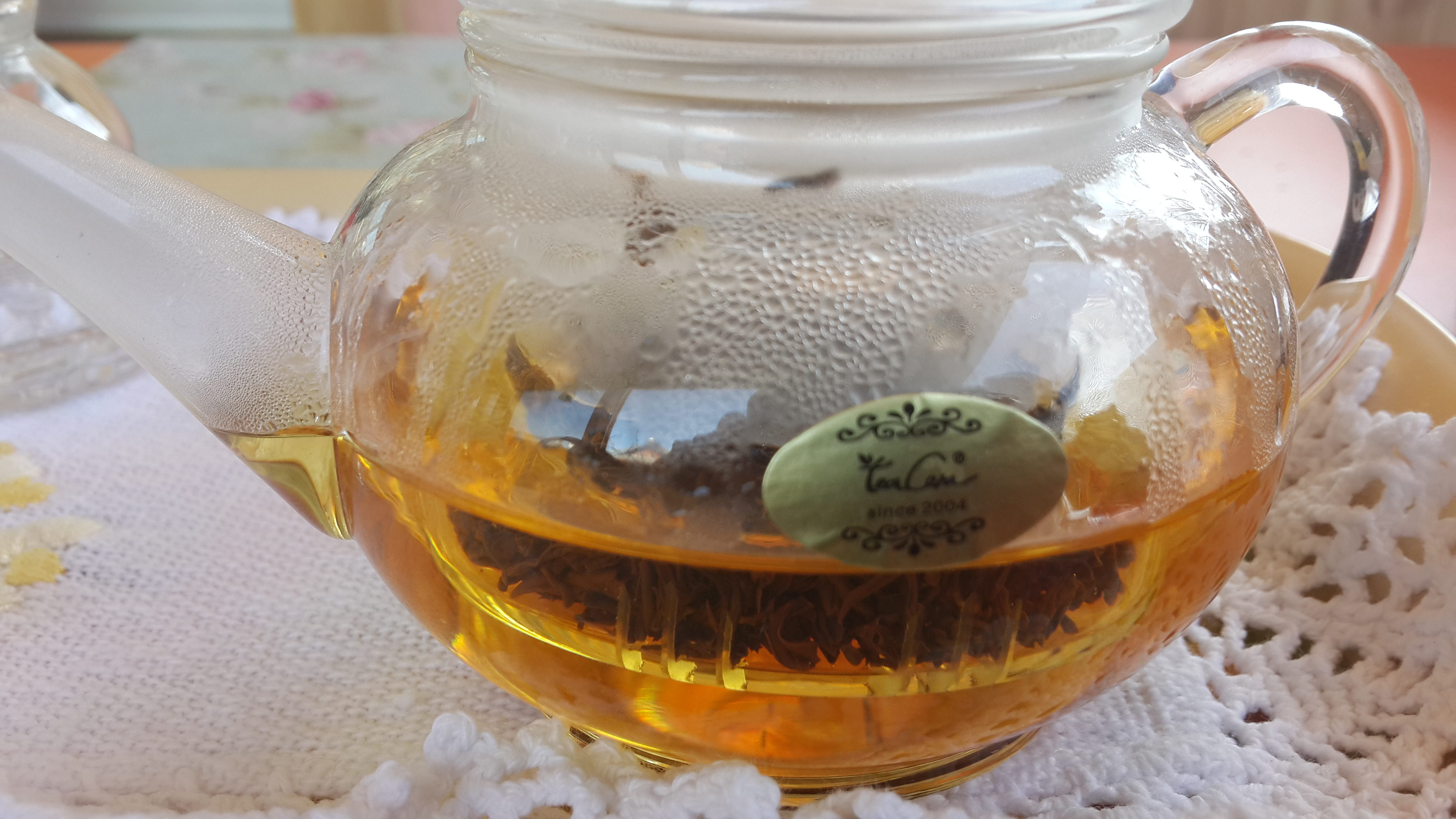
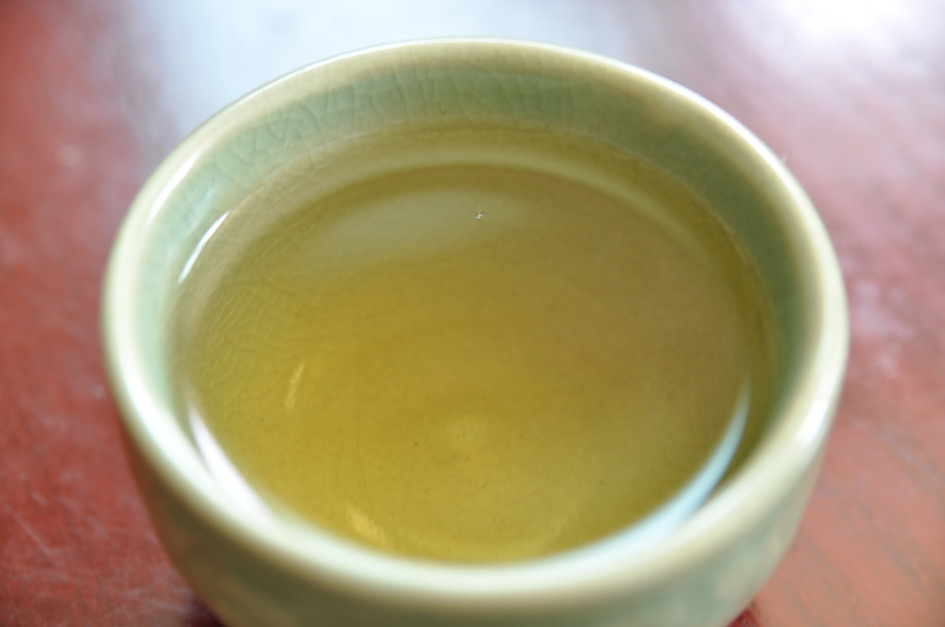
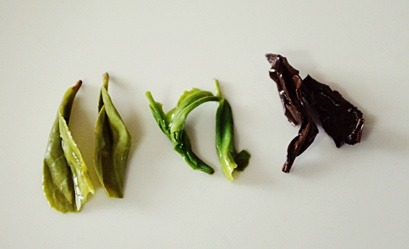